# Kongamato
Kongamato ("rompe botes"), en la mitología de África y en criptozoología, es el nombre con el que se conoce a un supuesto monstruo volador.

## Historia
Ya en un libro de viajes publicado en 1923, Frank H. Melland narra los testimonios de varios indígenas de la región pantanosa de Jiundú, pequeño afluente del Zambeze (en el noroeste de la actual Zambia), que describieron el kongamato, una especie de reptil con alas de murciélago y un largo pico armado de feroces dientes. Cuando Melland dice haber mostrado a los nativos algunas láminas que ilustraban libros de biología con animales prehístóricos, éstos lo habrían relacionado inmediatamente con el pterodáctilo, a la vez murmurando: "kongamato, kongamato".
Así, esta criatura se relacionó con otros mitos tales como el sasabonsam, tradicionalmente vampiro-ogro, como monstruo de la mitología Ashanti; y el Olitu, mito del oeste en Camerún, que los naturales describen como una criatura-murciélago nocturna.
Igualmente, en Zambia y Zimbabue los nativos de la zona también habrían informado a reporteros de la BBC de Londres, sobre un "lagarto volador" con alas de 2 metros de envergadura y semejantes a los murciélagos. Su pico era largo y lleno de dientes. Lo llaman kongamato y lo temen y respetan, ya que según sus tradiciones ataca a seres humanos, especialmente a bebés, a quienes llevaría volando, atrapados entre sus enormes garras.

## Similitudes con animales prehistóricos
La descripción de este animal, según algunos grupos de criptozoólogos, encajaría perfectamente con algún tipo de pterosaurio, reptil volador que floreció en la era jurásica y que voló sobre la tierra hace 65 millones de años. Sin embargo, esta postura es descartada de plano por la mayoría de los zoólogos y la mayoría de actuales criptozoólogos sólo postulan especies desconocidas de murciélago o incluso aves. 
En cuanto a los fundamentos críticos en contra de su existencia, se postula que sólo sería una confusión con otros animales conocidas: grullas, murciélagos o algunas especies de cigüeña, que quizás pudieran ser confundidos mientras volaran en el cielo durante una tarde; y el resto de las características reptilianas serían sólo mitos. Igualmente se indica que incluso todo es sólo un mito de esta región de África.

## En otros lugares
Varios avistamientos de criaturas similares han sido reportadas en varias partes del mundo.